# Christian Rath
Christian Rath (* 1965) ist ein deutscher Jurist und Journalist. Von 2012 bis 2021 war er stellvertretendes Mitglied des Verfassungsgerichtshofs für das Land Baden-Württemberg.

## Leben
Rath wuchs in Stuttgart und im Landkreis Calw auf. Das Abitur legte er am Johannes-Kepler-Gymnasium in Weil der Stadt ab. Von 1987 bis 1993 studierte er Rechtswissenschaft an der Freien Universität Berlin und der Albert-Ludwigs-Universität Freiburg. Seit 1989 lebt er in Freiburg im Breisgau. Im Jahr 2000 wurde er an der Justus-Liebig-Universität Gießen mit einer Arbeit über die Mitwirkung des Deutschen Bundestags in EU-Angelegenheiten zum Doktor der Rechte promoviert. Seit 1996 ist er Mitglied der Justizpressekonferenz Karlsruhe, seit 2016 als Mitglied des Vorstands. Er schreibt als rechtspolitischer Korrespondent unter anderem für Die Tageszeitung, das Redaktionsnetzwerk Deutschland, die Südwest Presse, den Vorwärts und LTO. 2008 erhielt er den Medienpreis des Deutschen Anwaltvereins.
Am 24. Mai 2012 wurde Rath mit 112 von 123 Stimmen vom baden-württembergischen Landtag zum stellvertretenden Mitglied ohne Befähigung zum Richteramt am Verfassungsgerichtshof für das Land Baden-Württemberg gewählt. Er amtierte bis 2021.

## Werke
- Entscheidungspotenziale des Deutschen Bundestages in EU-Angelegenheiten: Mandatsgesetze und parlamentarische Stellungnahmen im Rahmen der unionswärtigen Gewalt. Nomos, Baden-Baden 2001, ISBN 978-3-7890-7369-4.
- Der Schiedsrichterstaat: Die Macht des Bundesverfassungsgerichts. Verlag Klaus Wagenbach, Berlin 2013, ISBN 978-3-8031-3646-6 (zugleich: Bundeszentrale für politische Bildung. Schriftenreihe, Bd. 1345, Bonn 2013, ISBN 978-3-8389-0345-3).